# Huttonobesseria verecunda
Huttonobesseria verecunda là một loài ruồi trong họ Tachinidae.